# Al-Hādī

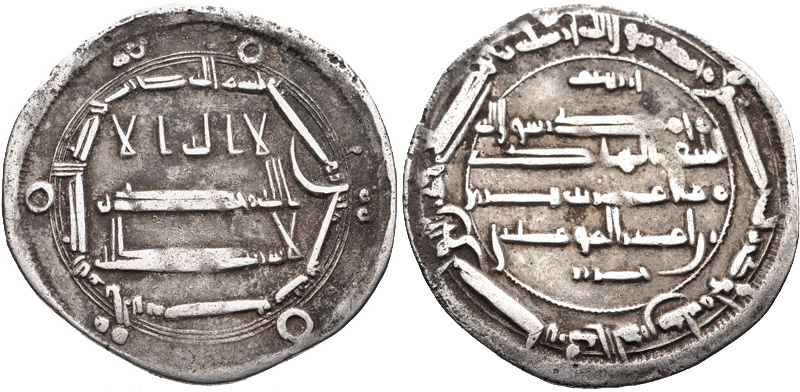
Dirhem des al-Hadi

al-Hadi (arabisch الهادي, DMG al-Hādī) ist der Herrschername von Abū Muhammad Mūsā ibn al-Mahdī ibn Muhammad al-Mahdī ibn Abī Dschaʿfar al-Mansūr / أبو محمد موسى بن محمد المهدي بن أبي جعفر المنصور / Abū Muḥammad Mūsā b. Muḥammad al-Mahdī b. Abī Ǧaʿfar al-Manṣūr (geb. um 766/767; gest. am 14. September 786 in Īsābāḏ). Er war von 785 bis zu seinem Tod im darauffolgenden Jahr der vierte Kalif der Abbasiden.

## Geschichte
Gegen Ende der Regierungszeit von al-Mahdi gab es Haremsintrigen, um den Prinzen Hārūn als Thronfolger durchzusetzen. Al-Mahdi bestätigte zwar seinen Sohn Mūsā als Thronfolger, bestimmte aber Hārūn ar-Raschīd als dessen Nachfolger.
Mit der Herrschaftsübernahme bemühte sich al-Hadi mit Hilfe von al-Fadl ibn ar-Rabīʿ, den Einfluss der Iraner, welche die Thronfolge von Hārūn unterstützten, in der Reichsverwaltung zu begrenzen. Als er versuchte, Hārūn ar-Raschīd zum Verzicht seiner Ansprüche zu bewegen, wurde er den Quellen zufolge im Jahr 786 durch eine Verschwörung ermordet (Ersticken mit einem Kissen oder Giftmord) und Hārūn konnte die ihm zugesprochene Herrschaft antreten. Jedoch war al-Hadi bereits schwer krank, als er nach längerer Reise seinen Palast in Īsābāḏ, in der Umgebung von Bagdad, erreichte, was für einen natürlichen Tod spricht.

## Familie, Nachkommen und Konkubinen
Seine Eltern waren der Kalif al-Mahdi und al-Chairuzan, seine direkten Geschwister waren seine jüngeren Brüder Harun al-Raschid, der ihm als Kalif nachfolgte, Isa ibn al-Mahdi und seine Schwester Banuka bint al-Mahdi.
Zu seinen Kindern zählte unter anderem Dschafar ibn Musa al-Hadi und seine beiden Töchter Umm Isa bint Musa al-Hadi und Umm al-Abbas bint Musa al-Hadi.
Zu seinen Ehefrauen und Konkubinen zählte unter anderem die Sängersklavin Ghādir.